# Aclis shepardiana
Aclis shepardiana är en snäckart som beskrevs av Dall 1919. Aclis shepardiana ingår i släktet Aclis och familjen Aclididae. Inga underarter finns listade i Catalogue of Life.